# Danh sách tướng lĩnh Việt Nam Cộng hòa tốt nghiệp Đại học Chỉ huy và Tham mưu Quân đội Hoa Kỳ
Hai mươi năm (1955-1975) là thời gian tồn tại của Quân lực Việt Nam Cộng hòa, trước đó với danh xưng Quân đội Việt Nam Cộng hòa (1955-1965) và là hậu thân của Quân đội Quốc gia Việt Nam (1950-1955). Mặc dù với thời gian ngắn ngủi này, Quân đội VNCH cũng đã đào tạo được một số sĩ quan cao cấp, trong đó có 173 vị được phong cấp tướng. Đa số sĩ quan cấp tướng đều xuất thân từ những trường võ bị do chính phủ Pháp mở ra tại Pháp và các nước thuộc địa Bắc Phi hoặc các trường do Quân đội Pháp mở ra ở Đông Dương. Số nhiều xuất thân từ các trường võ bị và trừ bị do Chính phủ Quốc gia Việt Nam được sự hỗ trợ của Quân đội Pháp mở ra tại 3 miền Bắc, Trung, Nam từ cuối thập niên 40 của thế kỷ trước.
Kể từ năm 1955, nhằm nâng cao trình độ chỉ huy và tham mưu cho các sĩ quan trong quân đội, nên hàng năm chính phủ của hai nền đệ nhất và đệ nhị Cộng hòa đã gửi các sĩ quan cấp tá và cấp tướng đi tu nghiệp tại Đại học Chỉ huy và Tham mưu Quân đội Hoa Kỳ (US Army Command and General Staff College) Fort Leavenworth thuộc Tiểu bang Kansas, Hoa Kỳ. Mỗi năm có từ một đến nhiều sĩ quan VNCH được nhận tu nghiệp, ít nhất là khóa 1961 - 2 (khóa này chỉ có 1 học viên), nhiều nhất là hai khóa 1966 - 1 và 1967 - 1 (mỗi khoá có đến 26 học viên). Những sĩ quan này phải có cấp bậc từ Thiếu tá trở lên. Từ tháng 8 năm 1955 cho đến đầu năm 1975 có 237 sĩ quan trung và cao cấp được đi du học ở Học viện nói trên với tổng số là 36 khóa. Trong số này có 74 sĩ quan sau này là tướng lãnh chỉ huy và tham mưu trong quân đội VNCH, số còn lại (163 sĩ quan) về sau hầu hết đều lên đến cấp Đại tá và giữ những chức vụ cao trong quân đội.
Sau đây là danh sách sĩ quan Quân lực VNCH tốt nghiệp Học viện Fort Leavenworth được phong cấp tướng.

## Danh sách
| Stt | Họ và tên (Thời gian sống) Xuất thân                     | Cấp bậc năm tu nghiệp | Niên khóa Thời gian | Cấp bậc Chức vụ sau cùng                               | Chú thích                                                                                          |
| --- | -------------------------------------------------------- | --------------------- | ------------------- | ------------------------------------------------------ | -------------------------------------------------------------------------------------------------- |
| 1   | Vĩnh Lộc (1923-2009) Võ bị Lục quân Pháp                 | Thiếu tá              | 1955 - 1956 42 tuần | Trung tướng Tổng Tham mưu trưởng                       | Tổng Tham mưu trưởng cuối cùng của Quân lực VNCH.                                                  |
| 2   | Nguyễn Bảo Trị (1929) Võ khoa Nam Định                   | Thiếu tá              | 1955 - 1956 42 tuần | Trung tướng Tổng cục trưởng Tổng cục Quân huấn.        | |
| 3   | Bùi Đình Đạm (1926-2009) Võ bị Huế K1                    | Thiếu tá              | 1956 - 1957 42 tuần | Thiếu tướng Tổng Giám đốc Tổng nha Nhân lực.           | |
| 4   | Cao Văn Viên (1921-2008) Võ bị Vũng Tàu                  | Thiếu tá              | 1956 - 1957 42 tuần | Đại tướng Tổng Tham mưu trưởng                         | Giữ chức vụ Tổng Tham mưu trưởng với thời gian lâu nhất của QLVNCH.                                |
| 5   | Nguyễn Văn Chuân (1923-2002) Võ bị Huế K1                | Trung tá              | 1957 - 2 16 tuần    | Thiếu tướng Tư lệnh Quân đoàn I                        | Giải ngũ năm 1966.                                                                                 |
| 6   | Nguyễn Hữu Có (1925-2012) Võ bị Huế K1                   | Đại tá                | 1957 - 2 16 tuần    | Trung tướng Phụ tá Tổng trưởng Quốc phòng              | Giải ngũ năm 1967, cuối tháng 4/1975 tái ngũ giữ chức vụ Cố vấn cho Tổng Tham mưu trưởng Vĩnh Lộc. |
| 7   | Tôn Thất Đính (1926-2013) Võ bị Huế K1                   | Đại tá                | 1957 - 2 16 tuần    | Trung tướng Tư lệnh Quân đoàn I                        | Giải ngũ năm 1966.                                                                                 |
| 8   | Dương Ngọc Lắm (1924-1973) Võ bị Viễn Đông               | Trung tá              | 1957 - 2 16 tuần    | Thiếu tướng Phụ tá Đặc biệt Phủ Thủ tướng              | Giải ngũ năm 1964.                                                                                 |
| 9   | Bùi Hữu Nhơn (1928) Võ bị Viễn Đông                      | Trung tá              | 1957 - 2 16 tuần    | Thiếu tướng Uỷ ban Điều hành Quốc tế Quân viện         | Giải ngũ năm 1968                                                                                  |
| 10  | Nguyễn Văn Thiệu (1923-2001) Võ bị Huế K1                | Trung tá              | 1957 - 2 16 tuần    | Trung tướng Tổng thống VNCH                            | Giải ngũ năm 1967                                                                                  |
| 11  | Đặng Thanh Liêm (1925-2005) Võ bị Viễn Đông              | Trung tá              | 1957 - 1958 42 tuần | Thiếu tướng Tư lệnh Sư đoàn 5/BB                       | Giải ngũ năm 1965.                                                                                 |
| 12  | Đặng Văn Quang (1929-2011) Võ bị Huế K1                  | Trung tá              | 1957 - 1958 42 tuần | Trung tướng Cố vấn An ninh Quốc gia                    | |
| 13  | Tôn Thất Xứng (1923-2018) Võ bị Huế K1                   | Đại tá                | 1957 - 1958 42 tuần | Thiếu tướng Chỉ huy trưởng Đại học Quân sự             | Giải ngũ năm 1967.                                                                                 |
| 14  | Dương Văn Đức (1925-2000) Võ bị Viễn Đông                | Thiếu tướng           | 1958 - 1 16 tuần    | Trung tướng Tư lệnh Quân đoàn IV                       | Giải ngũ năm 1964.                                                                                 |
| 15  | Nguyễn Khánh (1927-2013) Võ bị Viễn Đông                 | Đại tá                | 1958 - 1 16 tuần    | Đại tướng Thủ tướng Chính phủ                          | Giải ngũ năm 1965                                                                                  |
| 16  | Lữ Lan (1927-2021) Võ bị Đà Lạt K3                       | Trung tá              | 1958 - 1 16 tuần    | Trung tướng Chỉ huy trưởng Cao đẳng Quốc phòng         | |
| 17  | Thái Quang Hoàng (1918-2013) Võ bị Tông Sơn Tây          | Trung tướng           | 1958 - 2 16 tuần    | Trung tướng Tư lệnh Biệt khu Thủ đô                    | Giải ngũ năm 1965.                                                                                 |
| 18  | Nguyễn Văn Kiểm (1924-1969) Võ bị Viễn Đông              | Trung tá              | 1958 - 2 16 tuần    | Thiếu tướng Tham mưu trưởng Biệt bộ Phủ Tổng thống     | |
| 19  | Dương Văn Minh (1916-2001) Võ bị Thủ Dầu Một             | Trung tướng           | 1958 - 2 16 tuần    | Đại tướng Tổng thống VNCH                              | Tổng thống cuối cùng của VNCH.                                                                     |
| 20  | Trần Văn Minh (1923-2009) Võ bị Tông Sơn Tây             | Trung tướng           | 1958 - 2 16 tuần    | Trung tướng Tổng trưởng Quân lực                       | Giải ngũ năm 1974.                                                                                 |
| 21  | Phạm Văn Đổng (1919-2008) Võ bị Móng cái                 | Đại tá                | 1958 - 1959 42 tuần | Thiếu tướng Tổng trưởng Bộ Cựu chiến binh              | Giải ngũ năm 1965.                                                                                 |
| 22  | Nguyễn Hữu Hạnh (1926-2019) Võ bị Vũng Tàu               | Trung tá              | 1958 - 1959 42 tuần | Chuẩn tướng Phụ tá Tổng Tham mưu trưởng                | Giải ngũ năm 1974, cuối tháng 4/1975 tái ngũ phục vụ chính quyền Tổng thống Dương Văn Minh.        |
| 23  | Cao Hảo Hớn (1936-2010) Võ bị Viễn Đông                  | Trung tá              | 1958 - 1959 42 tuần | Trung tướng Cố vấn Quân sự Phủ Tổng thống              | |
| 24  | Lâm Văn Phát (1920-1998) Võ bị Viễn Đông                 | Trung tá              | 1958 - 1959 42 tuần | Trung tướng Tư lệnh Biệt khu Thủ đô                    | Giải ngũ năm 1965, cuối tháng 4/1975 tái ngũ.                                                      |
| 25  | Nguyễn Đức Thắng (1930-2020) Võ khoa Nam Định            | Trung tá              | 1958 - 1959 42 tuần | Trung tướng Phụ tá Kế hoạch Tổng Tham mưu trưởng       | Giải ngũ năm 1973.                                                                                 |
| 26  | Huỳnh Văn Cao (1927-2013) Võ bị Huế K2                   | Trung tá              | 1959 - 1 16 tuần    | Thiếu tướng Tư lệnh Quân đoàn I                        | Giải ngũ năm 1966.                                                                                 |
| 27  | Lê Văn Kim (1918-1987) Trường Pháo binh Pháp             | Thiếu tướng           | 1959 - 1 16 tuần    | Trung tướng Phụ tá Tổng Tư lệnh QLVNCH                 | Giải ngũ năm 1965.                                                                                 |
| 28  | Hoàng Xuân Lãm (1928-2017) Võ bị Đà Lạt K3               | Trung tá              | 1959 - 1 16 tuần    | Trung tướng Phụ tá Tổng trưởng Quốc phòng              | |
| 29  | Linh Quang Viên (1918-2013)                              | Trung tá              | 1959 - 1 16 tuần    | Trung tướng Đặc trách Thanh tra Quân đoàn II và IV     | Giải ngũ năm 1973.                                                                                 |
| 30  | Mai Hữu Xuân (1919-?) Liêm phóng Pháp                    | Thiếu tướng           | 1959 - 1 16 tuần    | Trung tướng Phụ tá Phó Tổng Tư lệnh QLVNCH             | Giải ngũ năm 1965.                                                                                 |
| 31  | Huỳnh Văn Lạc (1927-2014) Võ khoa Thủ Đức K3             | Thiếu tá              | 1959 - 2 16 tuần    | Chuẩn tướng Tư lệnh Sư đoàn 9/BB                       | |
| 32  | Nguyễn Ngọc Lễ (1918-1972) Trường HSQ Pháp               | Trung tướng           | 1959 - 2 16 tuần    | Trung tướng Chánh thẩm Tòa án Mặt trận Quân sự         | Giải ngũ năm 1965                                                                                  |
| 33  | Nguyễn Thanh Sằng (1926-2005) Võ bị Huế K2               | Thiếu tá              | 1959 - 2 16 tuần    | Thiếu tướng Tư lệnh Tiền phương Quân đoàn IV           | Giải ngũ năm 1973                                                                                  |
| 34  | Trần Ngọc Tám (1926-2011) Võ bị Viễn Đông                | Thiếu tướng           | 1959 - 2 16 tuần    | Trung tướng Tư lệnh ĐPQ và NQ                          | Giải ngũ năm 1974.                                                                                 |
| 35  | Đỗ Cao Trí (1929-1971) Nước Ngọt Vũng Tàu                | Đại tá                | 1959 - 2 16 tuần    | Trung tướng Tư lệnh Quân đoàn III                      | Tử nạn trực thăng tại Tây Ninh, được truy thăng Đại tướng.                                         |
| 36  | Nguyễn Duy Hinh (1929) Võ khoa nam Định                  | Thiếu tá              | 1959 - 1960 42 tuần | Thiếu tướng Tư lệnh Sư đoàn 3/BB                       | |
| 37  | Phan Đình Thứ (1919-2002) Võ bị Lục quân Pháp            | Đại tá                | 1959 - 1960 42 tuần | Chuẩn tướng Tư lệnh phó Quân đoàn II                   | Giải ngũ năm 1973.                                                                                 |
| 38  | Trần Thiện Khiêm (1925-2021) Võ bị Viễn Đông             | Đại tá                | 1960 - 1 16 tuần    | Đại tướng Thủ tướng Chính phủ Tổng trưởng Quốc phòng   | |
| 39  | Hồ Văn Tố (1915-1962) Võ bị Huế K2                       | Thiếu tướng           | 1960 - 1 16 tuần    | Thiếu tướng Chỉ huy trưởng Liên trường Võ khoa Thủ Đức | |
| 40  | Võ Dinh (1929-2017) Võ bị Đà Lạt K3                      | Thiếu tá              | 1960 - 2 16 tuần    | Chuẩn tướng Tham mưu trưởng Bộ Tư lệnh Không quân      | |
| 41  | Nguyễn Văn Mạnh (1921-1994) Võ bị Huế K2                 | Trung tá              | 1960-1961 42 tuần   | Trung tướng Tổng Tham mưu phó Bộ Tổng Tham mưu         | |
| 42  | Nguyễn Vĩnh Nghi (1932) Võ bị Đà Lạt K5                  | Thiếu tá              | 1961 - 1 16 tuần    | Trung tướng Tư lệnh phó Quân đoàn III                  | |
| 43  | Nguyễn Xuân Trang (1924-2015) Nước Ngọt Vũng Tàu         | Đại tá                | 1961 - 1 16 tuần    | Thiếu tướng Tham mưu phó Bộ Tổng Tham mưu              | |
| 44  | Phạm Xuân Chiểu (1920-2018) Võ bị Lục quân Chapa Yên Bái | Thiếu tướng           | 1961 - 1962 42 tuần | Trung tướng Chủ tịch Hội đồng Quốc gia Lập pháp        | Giải ngũ năm 1965.                                                                                 |
| 45  | Trần Thanh Phong (1926-1972) Võ bị Huế K2                | Trung tá              | 1962 - 1 16 tuần    | Thiếu tướng Chánh Văn phòng Uỷ ban Trung ương          | Tử nạn máy bay tại Phú Yên, được truy thăng Trung tướng.                                           |
| 46  | Phạm Ngọc Sang (1931-2002) Võ khoa Thủ Đức K1            | Trung tá              | 1962 - 1 16 tuần    | Chuẩn tướng Tư lệnh Sư đoàn 6/KQ                       | |
| 47  | Nguyễn Văn Thiện (1928-1970) Võ khoa Thủ Đức K2          | Trung tá              | 1962 - 1 16 tuần    | Chuẩn tướng Tư lệnh Biệt khu Quảng Nam-Đà Nẵng         | |
| 48  | Phạm Quốc Thuần (1926) Võ bị Đà Lạt K5                   | Thiếu tá              | 1962 - 2 16 tuần    | Trung tướng Chỉ huy trưởng Trường HSQ Đồng Đế          | |
| 49  | Ngô Dzu (1926-2006) Võ bị Đà Lạt K2                      | Trung tá              | 1963 - 1 16 tuần    | Trung tướng Trưởng đoàn Quân sự Ban Liên hợp 4 bên     | |
| 50  | Phạm Đăng Lân (1927-2017) Nước Ngọt Vũng Tàu             | Trung tá              | 1963 - 1 16 tuần    | Chuẩn tướng Cục trưởng Cục Công binh                   | Giải ngũ năm 1965.                                                                                 |
| 51  | Phạm Hữu Nhơn (1928) Võ khoa Nam Định                    | Thiếu tá              | 1963 - 1 16 tuần    | Chuẩn tướng Trưởng phòng 7 Bộ Tổng Tham mưu            | |
| 52  | Đỗ Kế Giai (1929-2016) Võ bị Đà Lạt K5                   | Thiếu tá              | 1963 - 2 16 tuần    | Thiếu tướng Chỉ huy trưởng Lưc lượng Biệt động quân    | |
| 53  | Nguyễn Văn Hiếu (1929-1975) Võ bị Đà Lạt K3              | Thiếu tá              | 1963 - 2 16 tuần    | Thiếu tướng Tư lệnh phó Quân đoàn III                  | Tử nạn do bị cướp cò súng lục tại Bộ Tư lệnh Quân đoàn III, Biên Hòa, được truy thăng Trung tướng. |
| 54  | Nguyễn Xuân Thịnh (1929-1998) Võ bị Đà Lạt K3            | Trung tá              | 1963 - 2 16 tuần    | Trung tướng Tư lệnh Pháo binh                          | |
| 55  | Đào Duy Ân (1932) Võ bị Đà Lạt K4                        | Thiếu tá              | 1964 - 1 16 tuần    | Thiếu tướng Tư lệnh phó Quân đoàn III                  | |
| 56  | Lâm Quang Thi (1931-2021) Võ bị Đà Lạt K3                | Trung tá              | 1964 - 1 16 tuần    | Trung tướng Tư lệnh phó Quân đoàn I                    | |
| 57  | Lâm Quang Thơ (1931-1985) Võ bị Đà Lạt K3                | Thiếu tá              | 1964 - 1 16 tuần    | Thiếu tướng Chỉ huy trưởng Võ bị Đà Lạt                | |
| 58  | Trương Quang Ân (1932-1968) Võ bị Đà Lạt K4              | Thiếu tá              | 1964 - 2 16 tuần    | Chuẩn tướng Tư lệnh Sư đoàn 23/BB                      | Tử nạn trực thăng tại Đức Lập (Quảng Đức), được truy thăng Thiếu tướng                             |
| 59  | Võ Văn Cảnh (1922-1994) Võ bị Đập Đá K3                  | Thiếu tá              | 1964 - 2 16 tuần    | Thiếu tướng Thứ trưởng Bộ Nội vụ                       | |
| 60  | Trần Tử Oai (1921-1999) Võ bị Tông Sơn Tây               | Thiếu tướng           | 1964-1965 42 tuần   | Thiếu tướng Chỉ huy trưởng Võ bị Đà Lạt                | Giải ngũ năm 1965.                                                                                 |
| 61  | Phan Đình Soạn (1929-1972) Võ khoa Thủ Đức K1            | Trung tá              | 1965 - 1 16 tuần    | Chuẩn tướng Tư lệnh phó Quân đoàn I                    | Tử nạn trực thăng tại Đà Nẵng, được truy thăng Thiếu tướng.                                        |
| 62  | Lê Văn Thân (1932-2005) Võ bị Đà Lạt K7                  | Thiếu tá              | 1965 - 1 16 tuần    | Chuẩn tướng Tư lệnh phó Quân đoàn II                   | |
| 63  | Lê Ngọc Triển (1927) Võ bị Huế K2                        | Trung tá              | 1965 - 1 16 tuần    | Thiếu tướng Tham mưu phó Bộ Tổng Tham mưu              | |
| 64  | Trần Văn Cẩm (1927-2009) Võ bị Huế K2                    | Trung tá              | 1966 - 1 16 tuần    | Chuẩn tướng Tư lệnh Sư đoàn 23/BB                      | |
| 65  | Nguyễn Chấn (1931) Võ khoa Nam Định                      | Trung tá              | 1966 - 1 16 tuần    | Chuẩn tướng Cục trưởng Cục Công binh                   | |
| 66  | Trần Bá Di (1931-2018) Võ bị Đà Lạt K5                   | Trung tá              | 1966 - 1 16 tuần    | Thiếu tướng Chỉ huy trưởng TTHL Quang Trung            | |
| 67  | Lý Bá Hỷ (1923-2015) Võ bị Đà Lạt K3                     | Trung tá              | 1966 - 1 16 tuần    | Chuẩn tướng Tư lệnh phó Biệt khu Thủ đô                | |
| 68  | Nguyễn Văn Chức (1928-2018) Võ bị Vũng Tàu               | Trung tá              | 1967 - 1 16 tuần    | Chuẩn tướng Cục trưởng Cục Công binh                   | Kiêm Tổng cục trưởng Tổng cục Tiếp vận vào ngày 29/4/1975.                                         |
| 69  | Nghiêm Văn Phú (1928-2008) HQ Nha Trang K2               | Trung tá              | 1967 - 1 16 tuần    | Phó Đề đốc Chuẩn tướng Tư lệnh Lực lượng Tuần thám 212 | |
| 70  | Trương Bảy (1930-2013) Võ khoa Thủ Đức K1                | Đại tá                | 1968-1969 42 tuần   | Chuẩn tướng Phụ tá Tư lệnh Cảnh sát Quốc gia           | Nguyên là sĩ quan quân đội biệt phái sang Bộ Nội vụ.                                               |
| 71  | Chương Dzềnh Quay (1928) Võ bị Đà Lạt K5                 | Đại tá                | 1969 - 1970 42 tuần | Chuẩn tướng Tham mưu trưởng Quân đoàn IV               | |
| 72  | Ngô Hán Đồng (1930-1972) Võ khoa Thủ Đức K2              | Đại tá                | 1970 - 1971 42 tuần | Đại tá Chỉ huy trưởng Pháo binh Quân đoàn I            | Tử nạn trực thăng tại Đà Nẵng, được truy thăng Chuẩn tướng.                                        |
| 73  | Lê Nguyên Vỹ (1933-1975) Võ bị Địa phương Trung Việt K2  | Đại tá                | 1970 - 1971 42 tuần | Chuẩn tướng Tư lệnh Sư đoàn 5/BB                       | Tự sát ngày 30/4/1975.                                                                             |
| 74  | Trần Quang Khôi (1930) Võ bị Đà Lạt K6                   | Đại tá                | 1972 - 1973 42 tuần | Chuẩn tướng Tư lệnh Lữ đoàn 3 Kỵ binh Thiết giáp       | |

Ngoài danh sách 74 học viên sĩ quan VNCH tu nghiệp tại Học viện Chỉ huy và Tham mưu Hoa Kỳ được phong cấp tướng nêu trên trong tổng số 237 học viên từ khóa đầu tiên 1955-1956 đến khóa cuối cùng 1974-1975. Số 163 học viên còn lại về sau hầu hết đều là sĩ quan cấp Đại tá được giữ những chức vụ cao trong quân đội VNCH (chưa có danh sách). Tuy nhiên ở các bài tiểu sử của từng tướng lĩnh, đã chú thích thêm họ và tên những sĩ quan cùng tham gia khóa học với học viên được phong cấp tướng, cụ thể như sau:
| Stt | Niên khóa Thời gian | Sĩ số | Chú thích trong bài tiểu sử | Stt | Niên khóa Thời gian | Sĩ số | Chú thích trong bài tiểu sử |
| --- | ------------------- | ----- | --------------------------- | --- | ------------------- | ----- | --------------------------- |
| 1   | 1955 - 1956 42 tuần | 3     | Vĩnh Lộc                    | 2   | 1956 - 1957 42 tuần | 7     | Cao Văn Viên                |
| 3   | 1957 - 2 16 tuần    | 8     | Nguyễn Hữu Có               | 4   | 1957 - 1958 42 tuần | 7     | Đặng Văn Quang              |
| 5   | 1958 - 1 16 tuần    | 4     | Dương Văn Đức               | 6   | 1958 - 2 16 tuần    | 4     | Thái Quang Hoàng            |
| 7   | 1958 - 1959 42 tuần | 7     | Nguyễn Đức Thắng            | 8   | 1959 - 1 16 tuần    | 7     | Linh Quang Viên             |
| 9   | 1959 - 2 16 tuần    | 8     | Trần Ngọc Tám               | 10  | 1959 - 1960 42 tuần | 4     | Nguyễn Duy Hinh             |
| 11  | 1960 - 1 16 tuần    | 4     | Hồ Văn Tố                   | 12  | 1960 - 2 16 tuần    | 4     | Võ Dinh                     |
| 13  | 1960 - 1961 42 tuần | 4     | Nguyễn Văn Mạnh             | 14  | 1961 - 1 16 tuần    | 4     | Nguyễn Vĩnh Nghi            |
| 15  | 1961 - 1962 42 tuần | 2     | Phạm Xuân Chiểu             | 16  | 1962 - 1 16 tuần    | 5     | Phạm Ngọc Sang              |
| 17  | 1962 - 2 16 tuần    | 4     | Phạm Quốc Thuần             | 18  | 1963 - 1 16 tuần    | 5     | Ngô Dzu                     |
| 19  | 1963 - 2 16 tuần    | 4     | Đỗ Kế Giai                  | 20  | 1964 - 1 16 tuần    | 5     | Lâm Quang Thơ               |
| 21  | 1964 - 2 16 tuần    | 4     | Trương Quang Ân             | 22  | 1964 - 1965 42 tuần | 4     | Trần Tử Oai                 |
| 23  | 1965 - 1 16 tuần    | 9     | Phan Đình Soạn              | 24  | 1966 - 1 16 tuần    | 26    | Trần Bá Di                  |
| 25  | 1967 - 1 16 tuần    | 26    | Nguyễn Văn Chức             | 26  | 1968 - 69 42 tuần   | 7     | Trương Bảy                  |
| 27  | 1969 - 1970 42 tuần | 8     | Chương Dzềnh Quay           | 28  | 1970 - 1971 42 tuần | 11    | Lê Nguyên Vỹ                |
| 29  | 1972 - 1973 42 tuần | 9     | Trần Quang Khôi             |     |                     |       |                             |

Trên đây là 29 khóa với tổng số là 204 học viên. Còn lại 7 khóa với 33 học viên:
| Stt | Niên khóa Thời gian | Sĩ số | Tên học viên | Stt | Niên khóa Thời gian | Sĩ số | Tên học viên |
| --- | ------------------- | ----- | --- | --- | ------------------- | ----- | --- |
| 1   | 1961 - 2 16 tuần    | 1     | Đ/tá Lâm Quang Phòng | 2   | 1962 - 1963 42 tuần | 2     | Th/tá Tạ Thành Long Tr/tá Lý Trọng Song |
| 3   | 1963 - 1964 42 tuần | 2     | Th/tá Trần Đình Duyên Th/tá Nguyễn Văn Tỵ | 4   | 1967 - 1968 42 tuần | 8     | Tr/tá Phạm Kim Chung Tr/tá Dương Văn Đô Tr/tá Nguyễn Thọ Lập Tr/tá Nguyễn Văn Lộc Tr/tá Phan Huy Lương Tr/tá Nguyễn Phú Sanh Tr/tá Đỗ Dương Thanh Tr/tá Trần Tín |
| 5   | 1971 - 1972 42 tuần | 11    | Tr/tá Võ Kim Hải Đ/tá Kha Vãng Huy Đ/tá Nguyễn Quang Kiệt Đ/tá Hoàng Cơ Lân Tr/tá Nguyễn Văn Nhạ Tr/tá Huỳnh Long Phi Tr/tá Trịnh Đình Phi Tr/tá Nguyễn Văn Tăng Tr/tá Trần Văn Thoàn Tr/tá Huỳnh Văn Thơm Tr/tá Cao Đăng Tường | 6   | 1973 - 1974 42 tuần | 5     | Tr/tá Nguyễn Văn Khả Tr/tá Đỗ Trọng Khôi Tr/tá Huỳnh Minh Mẫn Tr/tá Phạm Văn Tuấn Tr/tá Nguyễn Quốc Tuấn                                                         |
| 7   | 1974 - 1975 42 tuần | 4     | Đ/tá Nguyễn Văn Hạo Đ/tá Huỳnh Vĩnh Lại Tr/tá Phan Trọng Sinh Tr/tá Trần Văn Thưởng |     |                     |       | |